# Quyền phấn
Quyền phấn (bính âm: juǎnfěn) là một loại bánh canh sợi dẹt ở Trung Quốc.  Nó được làm từ gạo tẻ thông thường.

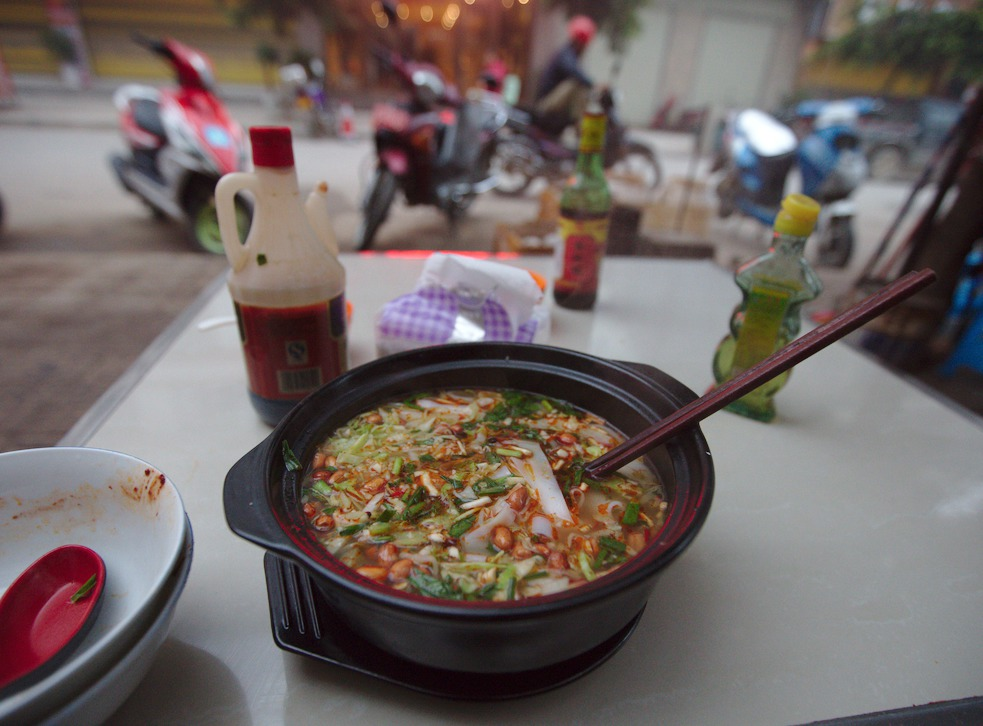

Hình bên trái là một tô juǎnfěn (卷 粉) được phục vụ từ ngày 12 tháng 12 năm 2015 tại Quảng Nam, Văn Sơn, Vân Nam, Trung Quốc. Ngoài nước luộc rau và mì, các thành phần bao gồm rau diếp, lát cà chua cắt mỏng, đậu phộng chiên, hành lá, zhe'ergen (một loại thân rễ cay của địa phương), ớt, bột tiêu trắng, tỏi, nước tương, tiêu Tứ Xuyên.